# Церковь Воскресения Словущего на Остоженке
Це́рковь Воскресе́ния Слову́щего на Осто́женке — утраченный православный храм в Москве, приписной требный храм Зачатьевского женского монастыря.

## История
В известных на сегодняшний день документах впервые упоминается в Патриарших книгах 1625 года: «Церковь Воскресения Христова зовомо Новое, у Зачатейского монастыря» упоминается в окладной книге Патриаршего приказа за 1624/1625.: «по окладу дани рубль 8 деньги платил поп Давид».
Точная дата строительства на этом месте первоначального храма достоверно не известна; современными исследователями предполагается, что первоначальный деревянный храм мог существовать на этом месте уже со второй половины XIV века. По мнению С. К. Богоявленского, приходская церковь Зачатьевской слободы повторяет расположение более старой церкви, существовавшей на этом месте в XVI веке. «Церковь была возобновляема, но все-таки она одна из стариннейших». Москвовед П. В. Кисляков на основе стилистического анализа архитектуры древней части храма Воскресения Словущего относит дату постройки каменной церкви к XVI веку.
Ввиду невозможности совершения некоторых церковных таинств и треб в храмах, находящихся внутри монастырской ограды, при Зачатьевском монастыре было основано два приписных требных храма, и население слободы сложилось в два прихода. Приходскими храмами слободы стали церкви Воскресения Словущего на Остоженке и Николы в Киевцах.
«Как правило, монастырские слободы имели приходские церкви, иногда две: зимнюю и летнюю. Вероятно, этим объясняется существование на небольшом расстоянии друг от друга двух одноимённых храмов: Воскресения Христова Старого (Савёловский пер., упразднена в первой половине XIX века) и Воскресения Христова Нового (ул. Остоженка, 15). Церкви стояли на одной стороне улицы Остоженки. Монастырь с церковью стали основными градообразующими элементами для этой части Москвы, они фиксировали своим местоположением древнюю планировочную структуру города».
Построенный на оброчных землях Зачатьевского женского монастыря, приписной монастырский храм за свою историю многократно обновлялся и перестраивался. В царствование Фёдора Алексеевича в монастыре велось активное строительство. Царь и Патриарх часто посещали монастырь, делая значительные пожертвования. Скорее всего, именно в это время была перестроена в кирпиче и церковь Воскресения Словущего, возобновлённая после пожара 1683 года. Дата каменного строительства — 1683 год — подтверждается и натурными исследованиями: документировавший разборку храма в марте 1935 года архитектор С. С. Чижов (машинописный «Дневник наблюдений над разборкой церкви Воскресения на Остоженке. XVII в.»), пятиглавый четверик церкви и его декоративные элементы датировал именно 70—80-ми годами XVII века.
К концу XVIII века трапезная церкви и колокольня обветшали и нуждались в ремонте и перестройке. Рост числа жителей в приходе требовал также расширения церкви. В 1800 году священником Георгием Васильевым и прихожанами было начато строительство новой трапезной с двумя приделами и колокольней. По просьбе прихожан, жертвовавших деньги на перестройку церкви, в храме был устроен придел в честь Святой великомученицы Варвары. На плане 1806 года церковь показана уже перестроенной. После перестройки она приобрела симметричную в плане композицию; появилась колокольня в стиле классицизма; все фасады получили единую декоративную обработку с элементами классицизма. В 1812 году храм пострадал от пожара и был разграблен французами. В 1825 году священнику церкви Воскресения Словущего, Пречистенского сорока Е. Васильеву было дано разрешение «отремонтировать, покрасить и расписать церковь».
Новая колокольня со шпилем, трапезная и приделы Варвары мученицы и Покрова были выстроены в 1831 году. Чрезмерно вытянутые пропорции колокольни среди ровной невысокой застройки, были обусловлены вниманием, которое в то время уделялось созданию цельного городского ансамбля.
В 1856 году настоятелем храма стал протоиерей Григорий Смирнов-Платонов. С его именем связан значительный этап в жизни Воскресенского храма. Он основал при храме церковно-приходское попечительство о бедных, — одно из самых первых в Москве; учредил церковную школу (1864); собрал богатую приходскую библиотеку.
В 1872 году был устроен новый главный иконостас, трёхъярусный, вызолоченный, с резными декоративными элементами в стиле эклектики.
В 1900 году при настоятеле Николае Миловском, в храме была проведена реставрация и капитальный ремонт по почину прихожанина Н. А. Цветкова, первым внесшего на обновление храма 7 тысяч рублей; общая стоимость работ по обновлению церкви составила 17 911 рублей. Торжественное освящение отремонтированной церкви было совершено 2 (15) февраля 1901 года епископом Можайским Парфением вместе с ректором Московской семинарии архимандритом Трифоном (Туркестановым) в сослужении местного благочинного и настоятеля храма.
В начале ноября 1917 года на колокольне храма Воскресения Словущего революционерами была организована огневая точка, обстреливавшая штаб Московского военного округа, находившийся на Пречистенке. В ходе боёв были повреждены главы церкви, отремонтированные впоследствии.
21 марта 1925 года в храме за несколько дней до своей кончины служил всенощную с выносом креста Святейший Патриарх Тихон.
В 1926 году окончательно были закрыты храмы Зачатьевского монастыря. Храм Воскресения Словущего был закрыт в 1933 году одним из последних в районе, принимая под свои своды общины закрывавшихся в округе церквей. Решение Фрунзенского райсовета президиум Исполкома Моссовета утвердил 11 сентября 1933 года с формулировкой: «в связи с началом строительных работ Усачевского радиуса метрополитена». В конце декабря Президиум ВЦИК утвердил постановление о закрытии и сносе Остоженских храмов Воскресения Словущего и Успения Богородицы.
С февраля по 25 июля 1929 года настоятелем храма был священномученик протоиерей Павел Андреев. Последним настоятелем храма был протоиерей Николай Митропольский. После закрытия его община перешла в близлежащий храм Илии Обыденного.
К началу 1935 года он был полностью разобран. Сейчас на месте разрушенной церкви находится сквер по адресу: ул. Остоженка, владение 15, там, где от Остоженки к Зачатьевскому монастырю отходят 1-й и 2-й Зачатьевские переулки. Под клумбами сквера — «архитектурно-археологический объект — фундамент церкви „Воскресения Словущего (им. Новым)“».

## Именование и престолы храма
Главный престол храма был освящён в честь праздника Обновления (освящения) Храма Воскресения Христова в Иерусалиме, или Воскресения Словущего, как он назывался на Руси.
Помимо названия в честь праздника Воскресение Словущее, известно и другое — «народное название» монастырского храма на Остоженке — «Воскресения Христова Новое». Уточнение «Новое» было связано с существованием в то время неподалеку другого Воскресенского храма, именовавшегося в народе «Воскресения Христова Старое». В документах XVIII—XIX веков храм Воскресения Словущего на Остоженке упоминается как «…церковь Воскресения Христова, что слывет Новое…».
Храм Воскресения Словущего на Остоженке имел ещё два придела: в честь Покрова Пресвятой Богородицы (в документах упоминается с 1690 г.) и Святой великомученицы Варвары (в документах упоминается с 1800 г.).

## Приход
Участок владения храма располагался как бы на «мысу» ограниченном улицей Остоженка и 1-м и 2-м Зачатьевскими переулками, примерно совпадая с территорией современного сквера. Помимо самого церковного здания на участке владения храма располагались и другие каменные и деревянные постройки. По клировой ведомости 1916 года церкви принадлежали: двухэтажный каменный дом; два деревянных двухэтажных дома (бывшего диакона Соловьёва и псаломщика Некрасова); два одноэтажных деревянных дома с мезонином и каменным подвальным этажом (бывшего протоиерея Смирнова-Платонова и псаломщика Смирнова); деревянный одноэтажный дом с мезонином (бывшего псаломщика Смирнова); каменная лавка с сараем и приобретённый в 1906 году у московских купцов А. И. Чернова и В. И. Грязнова, бывших соответственно старостой и членом Попечительского совета при церкви, каменный трёхэтажный, выстроенный в 1902 году, дом. Все они, кроме этого доходного каменного трёхэтажного дома № 17 по улице Остоженка, не сохранились.
При церкви существовал погост. Впервые он был упомянут в 1657 году; захоронения прекращены с 1771 года в связи с эпидемией чумы, разразившейся в Москве. Погост же сохранялся и отмечался на планах на протяжении всего XIX века. В 1990 году проводившимися археологическими исследованиями на месте нынешнего сквера было подтверждено существование кладбища, примыкавшего к южному фасаду снесённого храма. Культурный слой в этом месте достигает 3-4 метров.
Исторически в приход церкви Воскресения Словущего на Остоженке с XVII в. входили дворы на территории кварталов, располагавшихся на оброчных землях Зачатьевского монастыря. Это участки между улицей Остоженка и 2-м и 3-м Зачатьевскими переулками и между 1-м и 2-м Зачатьевскими переулками.
По клировой ведомости за 1852 год, «в приходе оной церкви дворянских дворов 12, купеческих и мещанских 10, разночинцев 20, иноверческих 3, раскольнических нет. Итого 45 дворов». В 1853 году в церкви священником Николаем Добровым был крещён будущий известный русский философ Владимир Соловьёв, родители которого некоторое время жили в доме № 16 по Остоженке, напротив храма, на другой стороне улицы.
Прихожанкой храма была известная московская благотворительница В. Е. Чертова — вдова генерала от инфантерии, председательница Московского Совета детских приютов. Существовавшая в 1864—1875 годах церковно-приходская школа помещалась в доме на Пречистенке, — вместе с Александро-Мариинским училищем.

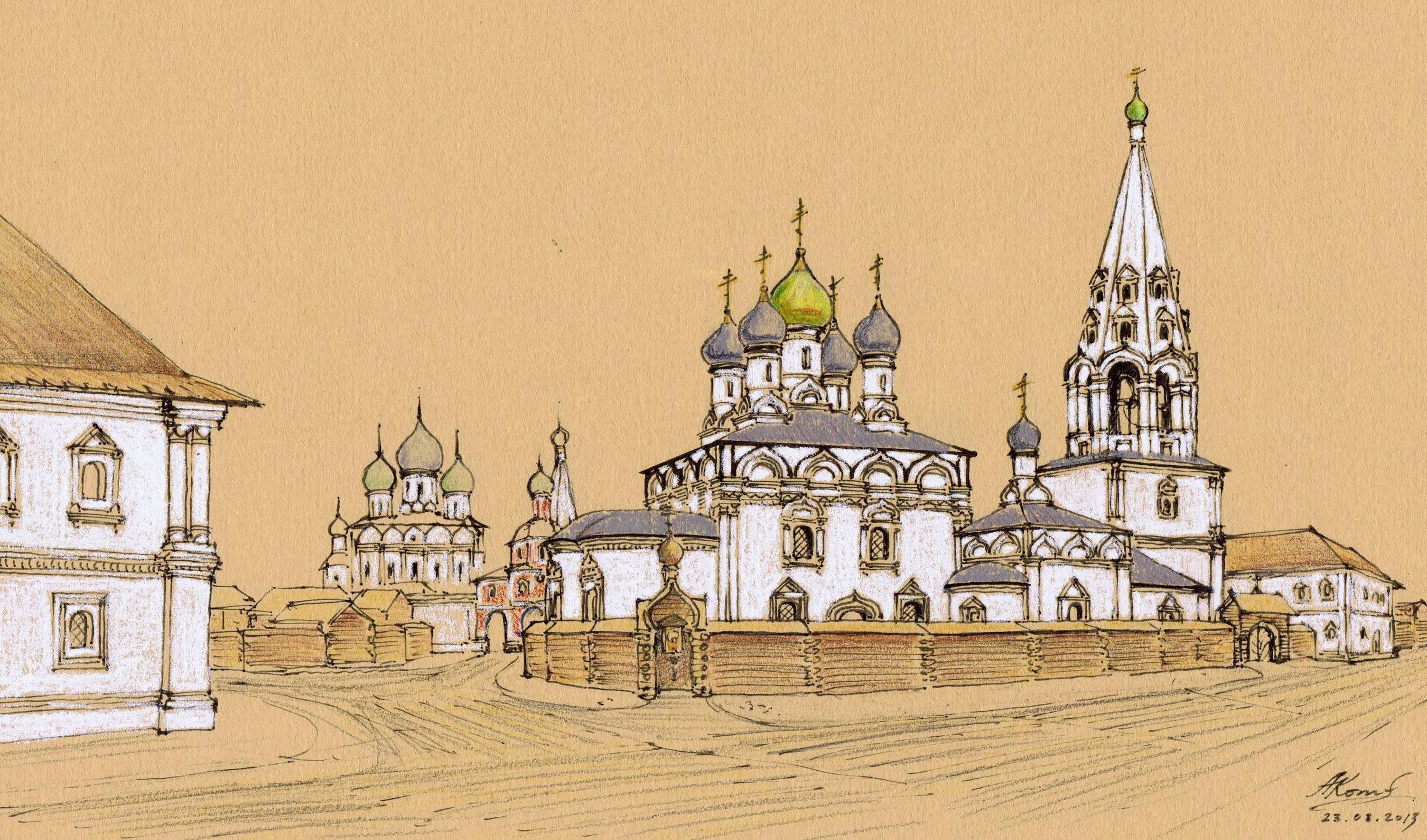
Церковь Воскресения Словущего XVII в. В перспективе: вид на Зачатьевский монастырь. Реконструкция А. Б. Котова. 2013 г.

## Архитектурное и градообразующее значение
Храм Воскресения Словущего на Остоженке был ценным архитектурным и градообразующим элементом. Положение его исторически формировало существующую изогнутую трассу современной улицы Остоженка. Вследствие этого с Остоженки открывалась уникальная по своей художественной значимости видовая перспектива на Зачатьевский монастырь. Колокольня храма возвышавшаяся над проездом к Зачатьевскому монастырю, хорошо просматривалась с обеих сторон улицы Остоженка, как от её начала у Пречистенской площади, так и от Провиантских складов.
Современные историко-архитектурные и градостроительные исследования подтверждают, что церковь — «утраченный особо ценный элемент исторической среды» и на схеме рекомендательных режимов реабилитации исторической архитектурно-планировочной среды района храм отмечается как здание «подлежащее воссозданию как ценный архитектурно-градостроительный объект».
В настоящее время проводится сбор архивных и исторических материалов для восстановления храма, разработана проектная документация.